# Розалија Михајловић
Розалија Михајловић (Газикаловић), познатија као Роска, измишљени је лик из ТВ серија Породично благо и Бела лађа. Лик је измислио Синиша Павић, а улогу је тумачила Мира Бањац.

## Улога у серијама

### Породично благо
Роска је лажна пророчица која узима новац на туђу лаковерност. Она се први пут појављује када Бисенија (Весна Тривалић) и деда Трајко (Живојин Миленковић) долазе код ње да у кугли погледа где је Бисин изгубљени вереник Кокан (Александар Дунић). Роска живи у старој кући у којој има разне предмете за прорицање (куглу, карте, пасуљ...) и слободне собе за издавање. Како тврди, собе понекад посећује дух њене покојне сестре Љубице. Роска сазнаје да Трајко има ћуп са закопаним благом и покушава да га превари за трећину. Касније прима Богољуба Гагића (Данило Лазовић) у слободну собу и тобоже му помаже да се његова жена Рајна (Снежана Савић) поново заљуби у њега, али на крају само узима новац. При крају серије она говори судији Рису (Бранислав Лечић) да је Тихомир Стојковић (Предраг Смиљковић) ископао ћуп деда Трајка. Она је то сазнала од Тихомировог брата Ђоше (Богољуб Митић) и покушавала је да уплаши Тихомира преко мобилног претњама страшним судом не би ли узела део новца. На крају, она присуствује ископавању ћупа.
У серији "Породично благо", Роскино презиме је било Газикаловић.

### Бела лађа
У овој серији Роска добија асистента Григорија „Гришу“ (Слободан Давинић). Више не прича са покојном сестром Љубицом, већ са покојним оцем Трифуном. Она три пута прориче будућност Срећку Шојићу (Милан Гутовић), али има доста мука да искамчи новац од њега. Роска постаје све утицајнија па многи министри из владе долазе код ње јер верују да им може прорећи резултате избора и сличне ствари. Тако за њу сазнају и мандатар (Михајло Јанкетић) и тајкун Озрен Солдатовић (Душан Голумбовски). Иако су обојица на почетку скептични, траже од ње да им предвиђа будућност. Касније се Роска и Гриша учлањују у странку код Блашка Пантића (Ненад Јездић) јер су проценили да је најбоље да са њим буду у савезу пошто им се чинио најопаснији. Потом се обоје пријављују за ријалити шоу „Погани језици“, јер им учешће доноси 50.000 евра. У једној од емисија ,,Потаних језика", водитељ Раде Марјановић каже да се Роска презива Марјановић. Када Блашкова странка уђе у парламент, Роска води прву седницу као најстарији посланик. На крају су Роска и Гриша на Белој лађи где се саставља влада. У овој серији је наглашено да Роска све више има склоност ка алкохолу.